# Квалификације за Светско првенство у фудбалу за жене 2019.
У процесу квалификација за ФИФА Светско првенство у фудбалу за жене 2019. године 144 тимова из шест ФИФА конфедерација су се такмичила за 24 места у финалу турнира, а домаћин Француска се аутоматски квалификовала. То је осмо ФИФА Светско првенство, четворогодишње међународно првенство света у фудбалу за жене. Овај турнир је био трећи пут а да је одржан у Европи, након ФИФА Светског првенства за жене 1995. у Шведској и ФИФА Светског првенства за жене 2011. у Немачкој.

## Квалификоване репрезентације
| Екипа            | Квалификовао се као                                           | Датум квалификације | Учешћа у првенству | Последње учешће | Непрекидни низ | Претходни најбољи резултат           |
| ---------------- | ------------------------------------------------------------- | ------------------- | ------------------ | --------------- | -------------- | ------------------------------------ |
| Француска        | Домаћин                                                       | 19. март 2015.      | 4.                 | 2015            | 3              | Четврто масто (2011)                 |
| Кина             | АФК Куп Азије у фудбалу за жене 2018. − 3. место              | 9. април 2018.      | 7.                 | 2015            | 2              | Другопласиране (1999)                |
| Тајланд          | АФК Куп Азије у фудбалу за жене 2018. − 4. место              | 12. април 2018.     | 2.                 | 2015            | 2              | Групна фаза (2015)                   |
| Аустралија       | АФК Куп Азије у фудбалу за жене 2018. − другопласиране        | 13. април 2018.     | 7.                 | 2015            | 7              | Четвртфинале (2007, 2011, 2015)      |
| Јапан            | АФК Куп Азије у фудбалу за жене 2018. − шампионке             | 13. април 2018.     | 8.                 | 2015            | 8              | Шампионке (2011)                     |
| Јужна Кореја     | АФК Куп Азије у фудбалу за жене 2018. − 5. место              | 16. април 2018.     | 3.                 | 2015            | 2              | Осмина финала (2015)                 |
| Бразил           | Копа Америка у фудбалу за жене 2018. − шампионке              | 19. април 2018.     | 8.                 | 2015            | 8              | Другопласиране (2007)                |
| Чиле             | Копа Америка у фудбалу за жене 2018. − другопласиране         | 22. април 2018.     | 1.                 | –               | 1              | Деби                                 |
| Шпанија          | УЕФА квалификације Група 7 − победнице                        | 8. јун 2018.        | 2.                 | 2015            | 2              | Групна фаза (2015)                   |
| Италија          | УЕФА квалификације Група 6 − победнице                        | 8. јун 2018.        | 3.                 | 1999            | 1              | Четвртфинале (1991)                  |
| Енглеска         | УЕФА квалификације Група 1 − победнице                        | 31. август 2018.    | 5.                 | 2015            | 4              | Треће место (2015)                   |
| Шкотска          | УЕФА квалификације Група 2 − победнице                        | 4. септембар 2018.  | 1.                 | –               | 1              | Деби                                 |
| Норвешка         | УЕФА квалификације Група 3 − победнице                        | 4. септембар 2018.  | 8.                 | 2015            | 8              | Шампионке (1995)                     |
| Шведска          | УЕФА квалификације Група 4 − победнице                        | 4. септембар 2018.  | 8.                 | 2015            | 8              | Другопласиране (2003)                |
| Немачка          | УЕФА квалификације Група 5 − победнице                        | 4. септембар 2018.  | 8.                 | 2015            | 8              | Шампионке (2003, 2007)               |
| Канада           | Конкакафов шампионат у фудбалу за жене 2018. − другопласиране | 14. октобар 2018.   | 7.                 | 2015            | 7              | Четврто место (2003)                 |
| Сједињене Државе | Конкакафов шампионат у фудбалу за жене 2018. − шампионке      | 14. октобар 2018.   | 8.                 | 2015            | 8              | Шампионке (1991, 1999, 2015)         |
| Јамајка          | Конкакафов шампионат у фудбалу за жене 2018. 3. место         | 17. октобар 2018.   | 1.                 | –               | 1              | Деби                                 |
| Холандија        | УЕФА квалификације УЕФА квалификације плеј−оф − победнице     | 13. новембар 2018.  | 2.                 | 2015            | 2              | Осмина финала (2015)                 |
| Аргентина        | Плеј-оф Конкакаф–Конмебол − победнице                         | 13. новембар 2018.  | 3.                 | 2007            | 1              | Групна фаза (2003, 2007)             |
| Нигерија         | Афрички Куп нација у фудбалу за жене 2018. − шампионке        | 27. новембар 2018.  | 8.                 | 2015            | 8              | Четвртфинале (1999)                  |
| Јужна Африка     | Афрички Куп нација у фудбалу за жене 2018. − 4. место         | 27. новембар 2018.  | 1.                 | –               | 1              | Деби                                 |
| Камерун          | Афрички Куп нација у фудбалу за жене 2018. − 3. место         | 30. новембар 2018.  | 2.                 | 2015            | 2              | Осмина финала (2015)                 |
| Нови Зеланд      | ОФК шампионат у фудбалу за жене 2018. − шампионке             | 1. децембар 2018.   | 5.                 | 2015            | 4              | Групна фаза (1991, 2007, 2011, 2015) |

## Квалификациони процес
Доделу места одобрио је Савет ФИФА 13. - 14. октобра 2016. године. Места за сваку конфедерацију су непромењени у односу на претходни турнир, осим што је место за домаћине померено из Конкакафа (Канада) у УЕФА (Француска).

### Сажетак квалификација
Квалификационе утакмице су почеле 3. априла 2017, а завршене 1. децембра 2018.
Осим домаћина Француске, 207 од 210 преосталих чланица ФИФА могло би да се квалификује кроз квалификациони процес своје конфедерације ако одлуче да учествују. Изузеци су били Гватемала и Кувајт, чије је фудбалске савезе суспендовала од стране ФИФА, и Екваторијална Гвинеја, којима је забрањено учешће на Светском првенству у фудбалу 2019. за жене. Гуам, Либан, Сијера Леоне и острва Туркс и Каикос су првобитно били рачунати за квалификационе фазе, али су се повукли са својих квалификационих турнира.
Више од 30 земаља, углавном из Азије и Африке, није ушло у квалификације, укључујући Саудијску Арабију, Тунис и Египат, који су пријавили своје репрезентације за Светско првенство у фудбалу 2018.
| Конфедерација | Турнир                                                     | Празна места | Нације почеле | Нације елиминисане | Нације квалификоване | Почетак квалификација | Крај квалификациони   |
| ------------- | ---------------------------------------------------------- | ------------ | ------------- | ------------------ | -------------------- | --------------------- | --------------------- |
| АФК           | АФК Куп Азије у фудбалу за жене 2018.                      | 5            | 24            | 19                 | 5                    | 3. април 2017.        | 20. април 2018.       |
| КАФ           | Афрички Куп нација у фудбалу за жене 2018.                 | 3            | 24[1]         | 21                 | 3                    | 4. април 2018.        | 1. децембар 2018.     |
| Конкакаф      | Конкакафов шампионат у фудбалу за жене 2018.               | 3.5          | 28[2]         | 25                 | 3                    | 5. мај 2018.          | 17. октобар 2018. [3] |
| Конмебол      | Копа Америка у фудбалу за жене 2018.                       | 2.5          | 10            | 7                  | 3                    | 4. април 2018.        | 22. април 2018.[3]    |
| ОФК           | ОФК шампионат у фудбалу за жене 2018.                      | 1            | 11            | 10                 | 1                    | 24. август 2018.      | 1. децембар 2018.     |
| УЕФА          | УЕФА квалификације за СП 2019.                             | 8+Д          | 46+Д          | 38                 | 8+Д                  | 6. април 2017.        | 13. новембар 2018.    |
| Укупно        | Квалификације за Светско првенство у фудбалу за жене 2019. | 23+Д         | 143+Д         | 120                | 23+Д                 | 3. април 2017.        | 1. децембар 2018.     |

1 У КАФ квалификацијама учествује 25 тимова, међутим Екваторијална Гвинеја не може да се квалификује за Светско првенство без обзира на њихов учинак на Афричком купу нација.
2 Иако је 30 тимова учествовало у квалификацијама за Конкакаф, Гвадалупе и Мартиник нису чланови ФИФА и стога нису могли да се квалификују за Светско првенство.
3 По један тим из Конкакафа (Панама) и Конмебола (Аргентина) такмичиле се у плеј-офу 8. и 13. новембра 2018. за пласман на Светско првенство.
- Д: Домаћин

## Конфедерацијске квалификације

### АФК
Као иу претходном циклусу Светског купа, АФК женски куп Азије служио је као квалификациони турнир за Светско првенство за чланице АФК. Процес квалификација за Светско првенство је био следећи:
- Квалификациона фаза: Квалификације за АФК Куп Азије за жене 2018. одржане су од 3. до 12. априла 2017. године.[9] У такмичењу су учествовала 24 тима, а Јапан, Аустралија и Кина су се аутоматски квалификовале за финални турнир по својој позицији као три најбоља тима на АФК женском азијском купу 2014. и због тога нису учествовале у квалификационом такмичењу. Џордан се такође аутоматски квалификовао за финални турнир као домаћин, али је одлучио да учествује и у квалификационом такмичењу.[10] Двадесет и један тим је подељен у једну групу од шест тимова и три групе по пет тимова. У свакој групи, тимови су играли један против другог на централизованом месту, а четири победника група су се квалификовала за финални турнир. Пошто је Џордан победио у њиховој групи, другопласирани из ове групе се пласирао и на завршни турнир.

- Финални турнир: Осам тимова је играло на АФК женском купу Азије 2018, који је одржан од 6. до 20. априла 2018. у Јордану.[11][12] Екипе су биле подељене у две групе по четири тима. Прве две екипе из сваке групе су се квалификовале за Светско првенство у фудбалу за жене 2019. и пласирале се у нокаут фазу, док су трећепласиране екипе из сваке групе пласирале у петопласирани плеј-оф, где је победник плеј- квалификовао се за Светско првенство.

#### Групна фазe
Група А
| Pos | Тим      | О | П | Н | И | ГД | ГП | ГР  | Бод. |
| --- | -------- | - | - | - | - | -- | -- | --- | ---- |
| 1   | Кина     | 3 | 3 | 0 | 0 | 15 | 1  | +14 | 9    |
| 2   | Тајланд  | 3 | 2 | 0 | 1 | 9  | 6  | +3  | 6    |
| 3   | Филипини | 3 | 1 | 0 | 2 | 3  | 7  | −4  | 3    |
| 4   | Јордан   | 3 | 0 | 0 | 3 | 3  | 16 | −13 | 0    |

Група Б
| Pos | Тим          | О | П | Н | И | ГД | ГП | ГР  | Бод. |
| --- | ------------ | - | - | - | - | -- | -- | --- | ---- |
| 1   | Аустралија   | 3 | 1 | 2 | 0 | 9  | 1  | +8  | 5    |
| 2   | Јапан        | 3 | 1 | 2 | 0 | 5  | 1  | +4  | 5    |
| 3   | Јужна Кореја | 3 | 1 | 2 | 0 | 4  | 0  | +4  | 5    |
| 4   | Вијетнам     | 3 | 0 | 0 | 3 | 0  | 16 | −16 | 0    |

1. 1 2 3  Међусобни резултати: Аустралија 0–0 Јужна Кореја, Јужна Кореја 0–0 Јапан, Јапан 1–1 Аустралија. Међусобни поредак:
  - Аустралија: 2 бод, 0 ГР, 1 ГД
  - Јапан: 2 бод, 0 ГР, 1 ГД
  - Јужна Кореја: 2 бод, 0 ГР, 0 ГД

Јужна Кореја је на трећем месту по постигнутим головима. Аустралија и Јапан су изједначени по сопственом резултату и рангирани су по укупној гол-разлици.

Плеј-оф за пето место
| Тим #1   | Резултат | Тим #2       |
| -------- | -------- | ------------ |
| Филипини | 0 : 5    | Јужна Кореја |

### КАФ
Као и у претходном циклусу Светског купа, Афрички женски куп нација служио је као квалификациони турнир за Светско првенство за чланице КАФ-а. Процес квалификација за Светско првенство је био следећи:
- Квалификациона фаза: Квалификације за Афрички Куп нација за жене 2018. одржане су од 4. априла до 9. јуна 2018. У квалификационо такмичење су учествовала 24 тима, а четири тима (Нигерија, Камерун, Екваторијална Гвинеја, Јужна Африка) су изборила пласман у други круг , а преосталих 20 тимова је ушло у први круг. Квалификациони мечеви одиграни су на двомечу код куће и у гостима. Седам победника другог кола квалификовало се за завршни турнир да би се придружило домаћину Гани која се квалификовала аутоматски.[13]

- Финални турнир: Осам тимова је играло на Афричком женском купу нација 2018, који је одржан од 17. новембра до 1. децембра 2018. у Гани.[14][15]  Репрезентације су подељене у две групе по четири тима. По две најбоље екипе из сваке групе пласирале су се у нокаут фазу, где су се победници полуфинала и плеј-офа за треће место пласирали на Светско првенство.

ФИФА је одузела право Екваторијалној Гвинеји да се квалификује за ФИФА Светско првенство за жене 2019, што значи да се не могу квалификовати за Светско првенство без обзира на њихов учинак на Афричком женском купу нација.
Мрежа
|  | Полуфинале               | Полуфинале   |                         |       | Финале | Финале |
|  |                          |              |                         |       |        |        |
|  | 27. новембар – Акра      |              |                         |       |        |        |
|  |                          |              |                         |       |        |        |
|  | Камерун                  | 0 (2)        |                         |       |        |        |
|  | Камерун                  | 0 (2)        | 1. децембар – Акра      |       |        |        |
|  | Нигерија (пен.)          | 0 (4)        |                         |       |        |        |
|  | Нигерија (пен.)          | 0 (4)        | Нигерија (пен.)         | 0 (4) |        |        |
|  | 27. новембар – Кејп Кост |              | Нигерија (пен.)         | 0 (4) |        |        |
|  |                          | Јужна Африка | 0 (3)                   |       |        |        |
|  | Јужна Африка             | Јужна Африка | 0 (3)                   | 2     |        |        |
|  | Јужна Африка             |              |                         | 2     |        |        |
|  | Мали                     | 0            |                         |       |        |        |
|  | Мали                     | 0            | Утакмица за треће место |       |        |        |
|  |                          |              |                         |       |        |        |
|  | 30. новембар – Кејп Кост |              |                         |       |        |        |
|  |                          |              |                         |       |        |        |
|  | Камерун                  | 4            |                         |       |        |        |
|  | Камерун                  | 4            |                         |       |        |        |
|  | Мали                     | 2            |                         |       |        |        |

### Конкакаф
Као иу претходном циклусу Светског купа, првенство КОНКАКАФ за жене служило је као квалификациони турнир за Светско првенство за чланице КОНКАКАФ. Процес квалификација за Светско првенство је био следећи:
- Квалификациона фаза: Регионални квалификациони турнири одржани су у Централноамеричкој зони и Карипској зони. Два тима из Централноамеричке зоне и три тима из Карипске зоне квалификовали су се за финални турнир да би се придружили трима екипама из Северноамеричке зоне, Канаде, Мексика и Сједињених Држава, који су се квалификовали аутоматски.

- Финални турнир: Осам тимова је играло на женском првенству Конкакафа 2018, које је одржано од 4. до 17. октобра 2018. у Сједињеним Државама.[16] Били су подељени у две групе по четири тима. По две најбоље екипе из сваке групе пласирале су се у нокаут фазу, где су се победници полуфинала и плеј-офа за треће место пласирали на Светско првенство. Поражени у плеј-офу за треће место ушли су у плеј-оф Конкакаф–Конмебол.

Гвадалупа и Мартиник ушли су на Карибске у квалификације за Конкакаф женско првенство 2018. Међутим, пошто нису чланови ФИФА, нису могли да се квалификују за Светско првенство.
Мрежа
|  | Полуфинале           | Полуфинале       |                      |   | Финале | Финале |
|  |                      |                  |                      |   |        |        |
|  | 14. октобар – Фриско |                  |                      |   |        |        |
|  |                      |                  |                      |   |        |        |
|  | Панама               | 0                |                      |   |        |        |
|  | Панама               | 0                | 17. октобар – Фриско |   |        |        |
|  | Канада               | 7                |                      |   |        |        |
|  | Канада               | 7                | Канада               | 0 |        |        |
|  | 14. октобар – Фриско |                  | Канада               | 0 |        |        |
|  |                      | Сједињене Државе | 2                    |   |        |        |
|  | Сједињене Државе     | Сједињене Државе | 2                    | 6 |        |        |
|  | Сједињене Државе     |                  |                      | 6 |        |        |
|  | Јамајка              | 0                |                      |   |        |        |
|  | Јамајка              | 0                | Плеј−оф трећих места |   |        |        |
|  |                      |                  |                      |   |        |        |
|  | 17. октобар – Фриско |                  |                      |   |        |        |
|  |                      |                  |                      |   |        |        |
|  | Панама               | 2 (2)            |                      |   |        |        |
|  | Панама               | 2 (2)            |                      |   |        |        |
|  | Јамајка (пен.)       | 2 (4)            |                      |   |        |        |

### Конмебол
Као  и у претходном циклусу Светског купа, Копа Америка Феменина је служила као квалификациони турнир за Светско првенство за чланице Конмебола. Процес квалификација за Светско првенство је био следећи:
- Финални турнир:Десет тимова је играло на Копа Америка за жене 2018, који је одржан између 4. и 22. априла 2018. у Чилеу.[17][18] Били су подељени у две групе од по пет екипа. Два најбоља тима из сваке групе пласирала су се у финалну фазу по кругу, где су се две најбоље пласирале на Светско првенство. Трећепласирани тим је ушао у плеј-оф Конкакаф–Конмебол.

| Pos | Тим       | О | П | Н | И | ГД | ГП | ГР | Бод. |
| --- | --------- | - | - | - | - | -- | -- | -- | ---- |
| 1   | Бразил    | 3 | 3 | 0 | 0 | 9  | 1  | +8 | 9    |
| 2   | Чиле      | 3 | 1 | 1 | 1 | 5  | 3  | +2 | 4    |
| 3   | Аргентина | 3 | 1 | 0 | 2 | 3  | 8  | −5 | 3    |
| 4   | Колумбија | 3 | 0 | 1 | 2 | 1  | 6  | −5 | 1    |

### ОФК
Као и у претходном циклусу Светског купа, ОФК Куп нација за жене служио је као квалификациони турнир за Светско првенство за чланице ОФК-а. Процес квалификација за Светско првенство је био следећи:
- Квалификациона фаза: Четири најниже рангиране екипе на основу претходних регионалних наступа свих женских репрезентација (Америчка Самоа, Соломонова Острва, Вануату и Фиџи) ушле су у квалификациону фазу, која је одржана од 24. до 30. августа 2018. на Фиџију.[19] Победник се квалификовао за финални турнир, придруживши се осталих седам тимова који су се аутоматски квалификовали.
- Финални турнир: Осам тимова је играло на финалном турниру који је одржан од 18. новембра до 1. децембра 2018. у Новој Каледонији.[тражи се извор] Били су подељени у две групе по четири тима. Два најбоља тима из сваке групе пласирала су се у нокаут фазу (полуфинале и финале) како би одлучила победника ОФК Купа нација за жене који се квалификовао за Светско првенство.

Нокаут фаза
|  | Полуфинале           | Полуфинале  |                         |   | Финале | Финале |
|  |                      |             |                         |   |        |        |
|  | 28. новембар – Маре] |             |                         |   |        |        |
|  |                      |             |                         |   |        |        |
|  | Папуа Нова Гвинеја   | 1           |                         |   |        |        |
|  | Папуа Нова Гвинеја   | 1           | 1. децембар – Нумеа     |   |        |        |
|  | Фиџи                 | 5           |                         |   |        |        |
|  | Фиџи                 | 5           | Фиџи                    | 0 |        |        |
|  | 28. новембар – Лифо  |             | Фиџи                    | 0 |        |        |
|  |                      | Нови Зеланд | 8                       |   |        |        |
|  | Нови Зеланд          | Нови Зеланд | 8                       | 8 |        |        |
|  | Нови Зеланд          |             |                         | 8 |        |        |
|  | Нова Каледонија      | 0           |                         |   |        |        |
|  | Нова Каледонија      | 0           | Утакмица за треће место |   |        |        |
|  |                      |             |                         |   |        |        |
|  | 1. децембар – Нумеа  |             |                         |   |        |        |
|  |                      |             |                         |   |        |        |
|  | Папуа Нова Гвинеја   | 7           |                         |   |        |        |
|  | Папуа Нова Гвинеја   | 7           |                         |   |        |        |
|  | Нова Каледонија      | 1           |                         |   |        |        |

### УЕФА
Као и у претходном циклусу Светског првенства, УЕФА је организовала турнир за своје чланове намењен само квалификацијама за Светско првенство. Процес квалификација за Светско првенство је био следећи:
- Претколо: 16 најниже рангираних екипа од 46 учесника према свом УЕФА коефицијенту ушло је у претколо,[21] које је одржано од 3. до 11. априла 2017. Репрезентације су биле подељене у четири групе по четири тима, где је свака група играла у једноструком роунд-робин формату на једном од унапред изабраних домаћина. Четири победника група и најбољи другопласирани (не рачунајући резултате против четвртопласираног тима) пласирали су се у квалификациону групну фазу.

- Квалификациона групна фаза: 35 тимова, укључујући 30 најбоље рангираних тимова који су добили одлазак и пет квалификаната из прелиминарне рунде, играли су у квалификационој групној фази, која је одржана на датуме у Међународном календару утакмица ФИФА за жене од 11. септембра 2017. до 4. септембар 2018. Репрезентације су биле подељене у седам група по пет тимова, при чему се свака група играла по кругу код куће и у гостима. Седам победника група се квалификовало за Светско првенство у фудбалу за жене 2019, док су четири најбоље другопласиране (не рачунајући резултате против петопласиране екипе) пласирале у плеј-оф.

- Плеј-оф: Четири тима су одиграле две нокаут рунде двомеча код куће и у гостима, које су одржане од 1. до 9. октобра и од 5. до 13. новембра 2018. године, где се победник финалне рунде плеј-офа квалификовао за Светски куп.

Група 1, Група 2, Група 3, Група 4, Група 5, Група 6, Група 7
| Pos | Тим                 | О | П | Н | И | ГД | ГП | ГР  | Бод. |
| --- | ------------------- | - | - | - | - | -- | -- | --- | ---- |
| 1   | Енглеска            | 8 | 7 | 1 | 0 | 29 | 1  | +28 | 22   |
| 2   | Велс                | 8 | 5 | 2 | 1 | 7  | 3  | +4  | 17   |
| 3   | Русија              | 8 | 4 | 1 | 3 | 16 | 13 | +3  | 13   |
| 4   | Босна и Херцеговина | 8 | 1 | 0 | 7 | 3  | 19 | −16 | 3    |
| 5   | Казахстан           | 8 | 1 | 0 | 7 | 2  | 21 | −19 | 3    |

| Pos | Тим        | О | П | Н | И | ГД | ГП | ГР  | Бод. |
| --- | ---------- | - | - | - | - | -- | -- | --- | ---- |
| 1   | Шкотска    | 8 | 7 | 0 | 1 | 19 | 7  | +12 | 21   |
| 2   | Швајцарска | 8 | 6 | 1 | 1 | 21 | 5  | +16 | 19   |
| 3   | Пољска     | 8 | 3 | 2 | 3 | 16 | 12 | +4  | 11   |
| 4   | Албанија   | 8 | 1 | 1 | 6 | 6  | 22 | −16 | 4    |
| 5   | Белорусија | 8 | 1 | 0 | 7 | 5  | 21 | −16 | 3    |

| Pos | Тим             | О | П | Н | И | ГД | ГП | ГР  | Бод. |
| --- | --------------- | - | - | - | - | -- | -- | --- | ---- |
| 1   | Норвешка        | 8 | 7 | 0 | 1 | 22 | 4  | +18 | 21   |
| 2   | Холандија       | 8 | 6 | 1 | 1 | 22 | 2  | +20 | 19   |
| 3   | Република Ирска | 8 | 4 | 1 | 3 | 10 | 6  | +4  | 13   |
| 4   | Северна Ирска   | 8 | 1 | 0 | 7 | 4  | 27 | −23 | 3    |
| 5   | Словачка        | 8 | 1 | 0 | 7 | 4  | 23 | −19 | 3    |

| Pos | Тим      | О | П | Н | И | ГД | ГП | ГР  | Бод. |
| --- | -------- | - | - | - | - | -- | -- | --- | ---- |
| 1   | Шведска  | 8 | 7 | 0 | 1 | 22 | 2  | +20 | 21   |
| 2   | Данска   | 8 | 5 | 1 | 2 | 22 | 8  | +14 | 16   |
| 3   | Украјина | 8 | 4 | 1 | 3 | 9  | 10 | −1  | 13   |
| 4   | Мађарска | 8 | 1 | 1 | 6 | 8  | 26 | −18 | 4    |
| 5   | Хрватска | 8 | 0 | 3 | 5 | 5  | 20 | −15 | 3    |

| Pos | Тим           | О | П | Н | И | ГД | ГП | ГР  | Бод. |
| --- | ------------- | - | - | - | - | -- | -- | --- | ---- |
| 1   | Немачка       | 8 | 7 | 0 | 1 | 38 | 3  | +35 | 21   |
| 2   | Исланд        | 8 | 5 | 2 | 1 | 22 | 6  | +16 | 17   |
| 3   | Чешка         | 8 | 4 | 2 | 2 | 20 | 8  | +12 | 14   |
| 4   | Словенија     | 8 | 2 | 0 | 6 | 9  | 20 | −11 | 6    |
| 5   | Фарска Острва | 8 | 0 | 0 | 8 | 1  | 53 | −52 | 0    |

| Pos | Тим         | О | П | Н | И | ГД | ГП | ГР  | Бод. |
| --- | ----------- | - | - | - | - | -- | -- | --- | ---- |
| 1   | Италија     | 8 | 7 | 0 | 1 | 19 | 4  | +15 | 21   |
| 2   | Белгија     | 8 | 6 | 1 | 1 | 28 | 6  | +22 | 19   |
| 3   | Португалија | 8 | 3 | 2 | 3 | 22 | 8  | +14 | 11   |
| 4   | Румунија    | 8 | 1 | 2 | 5 | 7  | 15 | −8  | 5    |
| 5   | Молдавија   | 8 | 0 | 1 | 7 | 2  | 45 | −43 | 1    |

| Pos | Тим      | О | П | Н | И | ГД | ГП | ГР  | Бод. |
| --- | -------- | - | - | - | - | -- | -- | --- | ---- |
| 1   | Шпанија  | 8 | 8 | 0 | 0 | 25 | 2  | +23 | 24   |
| 2   | Аустрија | 8 | 5 | 1 | 2 | 19 | 7  | +12 | 16   |
| 3   | Финска   | 8 | 3 | 1 | 4 | 9  | 13 | −4  | 10   |
| 4   | Србија   | 8 | 2 | 1 | 5 | 5  | 13 | −8  | 7    |
| 5   | Израел   | 8 | 0 | 1 | 7 | 0  | 23 | −23 | 1    |

Рангирање другопласираних тимова
| Pos | Г | Тим        | О | П | Н | И | ГД | ГП | ГР  | Бод. | Qualification |
| --- | - | ---------- | - | - | - | - | -- | -- | --- | ---- | ------------- |
| 1   | 3 | Холандија  | 6 | 4 | 1 | 1 | 16 | 2  | +14 | 13   | Плеј−оф       |
| 2   | 2 | Швајцарска | 6 | 4 | 1 | 1 | 13 | 5  | +8  | 13   | Плеј−оф       |
| 3   | 6 | Белгија    | 6 | 4 | 1 | 1 | 9  | 6  | +3  | 13   | Плеј−оф       |
| 4   | 4 | Данска     | 6 | 4 | 0 | 2 | 17 | 7  | +10 | 12   | Плеј−оф       |
| 5   | 5 | Исланд     | 6 | 3 | 2 | 1 | 9  | 6  | +3  | 11   |               |
| 6   | 1 | Велс       | 6 | 3 | 2 | 1 | 5  | 3  | +2  | 11   |               |
| 7   | 7 | Аустрија   | 6 | 3 | 1 | 2 | 11 | 7  | +4  | 10   |               |

Плеј−оф
| Тим #1    | рез.  | Тим #2     | прва утакмица | друга утакмица |
| --------- | ----- | ---------- | ------------- | -------------- |
| Холандија | 4 : 1 | Швајцарска | 3 : 0         | 1 : 1          |

## Конмебол–Конкакаф плеј-оф
Међуконфедерацијски плеј-оф утакмице игране су између четвртопласиране екипе Панаме (Конкакаф) и трећепласиране екипе Аргентине из Конмебола. Победник се пласирао на Светско првенство.
Извлачење редоследа сусрета одржано је 9. јуна 2018. у Цириху током састанка генералних секретара Конкакафа и Конмебола. Аргентина је била извучена за домаћина прве утакмице, док је Панама (идентитет тима из Конкакафа није био познат у време жреба) извучена за домаћина реванша.
Утакмице су се одиграле 8. и 13. новембра 2018, током календарског периода женских међународних утакмица.
| Тим #1    | рез.  | Тим #2 | прва утакмица | друга утакмица |
| --------- | ----- | ------ | ------------- | -------------- |
| Аргентина | 5 : 1 | Панама | 4 : 0         | 1 : 1          |

## Голгетерке
Укупно је постигнуто  1.562 голова у 392 утакмица, с просеком од 0 гола по утакмици.
19 голова
- Кадиџа Шав

14 голова
- Мајса Ибарах